# Museo del Novecento e della Shoah
Il Museo del Novecento e della Shoah è un museo storico situato nell'ex palazzo municipale di San Donato Val di Comino, in provincia di Frosinone.

## Storia e descrizione
Il Museo, aperto al pubblico il 18 giugno 2022, racconta le vicende degli ebrei stranieri che furono internati a San Donato Val di Comino, località d’internamento libero tra le più importanti d’Italia. L'edificio, che si estende su circa duecento metri quadrati, si articola in otto sale arricchite da pannelli illustrativi, proiezioni, vetrine, teche e ologrammi che raccontano: primo Novecento, fascismo, emigrazione, retrovia del fronte di Cassino, deportazione degli internati ad Auschwitz, arrivo degli Alleati, referendum Monarchia-Repubblica, la ricostruzione di Montecassino ad opera degli scalpellini di San Donato.
Le attività organizzate prevedono visite guidate, laboratori, percorsi didattici che legano i temi sociali del museo (accoglienza, inclusione, integrazione, discriminazione, razzismo, antisemitismo) ai principali fatti del Novecento europeo, ricerche, escursioni sui luoghi della seconda guerra mondiale, eventi e infine manifestazioni per il Giorno della Memoria.
Il Museo, assieme al Memoriale della Shoah, al percorso Novecento e ai sentieri di guerra del paese forma un circuito inserito nel progetto Liberation Route Europe promosso dal Consiglio d’Europa.

## Allestimento
Gli allestimenti sono organizzati in modo cronologico, scanditi da filmati a ciclo continuo. I visitatori hanno la possibilità di sfogliare virtualmente con dei touch screen documenti, diari di guerra e scritti inediti di quei tempi, inoltre le vetrine e le teche poste all'interno degli otto padiglioni mostrano gli oggetti della vita quotidiana di ebrei, emigrati, soldati tedeschi, alleati e italiani.

## Gli ebrei internati a San Donato
28 ebrei "stranieri" furono internati a San Donato nel periodo 1940-43. Provenivano in prevalenza dalla Germania e dalla Polonia. Tra di loro vi erano anche tre bambini, tutti nati in Italia: uno a Firenze nel 1934, gli altri due nel 1942 a Sora e San Donato (durante il periodo di internamento dei genitori). 4 ebrei trascorsero solo un breve periodo a San Donato, prima di essere trasferiti ad altra località.
Dopo l'8 settembre 1943, dei 25 ebrei presenti a San Donato, 16 furono arrestati, inclusi due dei bambini, e deportati ad Auschwitz (solo 3 saranno fra loro i sopravvissuti). I rimanenti ebrei (inclusi i 4 che in precedenza erano stati trasferiti in altra località) riuscirono a sfuggire alla cattura e a rimanere nascosti fino al passaggio del fronte.

### I deportati
- 1. Osvaldo Adler (Austria, 1920), marito
  - 2. Gertrude Glaser Adler (Austria, 1921), moglie <sopravvissuta>
- 3. Klara Babad (Polonia, 1882)
- 4. Margarete Berger (Austria, 1883)
- 5. Henriette Bettman (Germania, 1896)
- 6. Margarete Bloch (Germania, 1892)
- 7. Rosa Blody (Austria, 1894) <sopravvissuta>
- 8. Chane Feldhorm Kreiner (Austria, 1875), madre
  - 9. Edith Kreiner (Austria, 1916), figlia
- 10. Ignatz Gross (Slovacchia, 1899)
- 11. Enrico Levi (Polonia, 1902), marito <sopravvissuto>
  - 12. Gabriella Kazar Levi (Ungheria, 1913), moglie
  - 13. Italo Levi (Italia, 1934), figlio
  - 14. Noemi Levi (Italia, 1942), figlia
- 15. Samuel Stein (Ungheria, 1908), marito
  - 16. Edith Landesberger (Austria, 1908), moglie

### Coloro che sfuggirono all'arresto
- 1. Zlama Adamoviz (Polonia, 1911), marito
  - 2. Feige Hornblas Adamoviz (Polonia, 1917), moglie
- 3. Samuel Brull (Polonia, 1910)
- 4. Enrico Finder (Polonia, 1909), marito 
  - 5. Elke Zukker Finder (Polonia, 1917), moglie
- 6. Mordko Tenenbaum (Polonia, 1911), marito
  - 7. Ursula Steinitz Tenenbaum (Germania, 1916), moglie
  - 8. Katrin Tenenbaum (Italia, 1942), figlia
- 9. Leone Winter (Polonia, 1910)

### Trasferiti ad altra località
- 1. Sender Ehrenwort (Polonia, 1902), marito <trasferito a S. Agata Feltria, Pesaro, nel gennaio 1943>
  - 2. Sidonie Blody (Austria, 1900), moglie <trasferita a S. Agata Feltria, Pesaro, nel gennaio 1943>
- 3. Eva Izmirli (Russia, 1915) <trasferita a Poggibonsi, Siena, nel gennaio 1941>
- 4. Giuseppina Thorn (Polonia, 1901) <trasferita a Vaglia, Firenze, nel febbraio 1941 e quindi a Ferramonti, Cosenza, nell'ottobre 1942)